# Coperion
Coperion GmbH — германская компания по производству оборудования для приготовления компаундов и экструзии, подачи и взвешивания, транспортировки сыпучих материалов. По юридической форме является обществом с ограниченной ответственностью. Штаб-квартира находится в Штутгарте.

## История

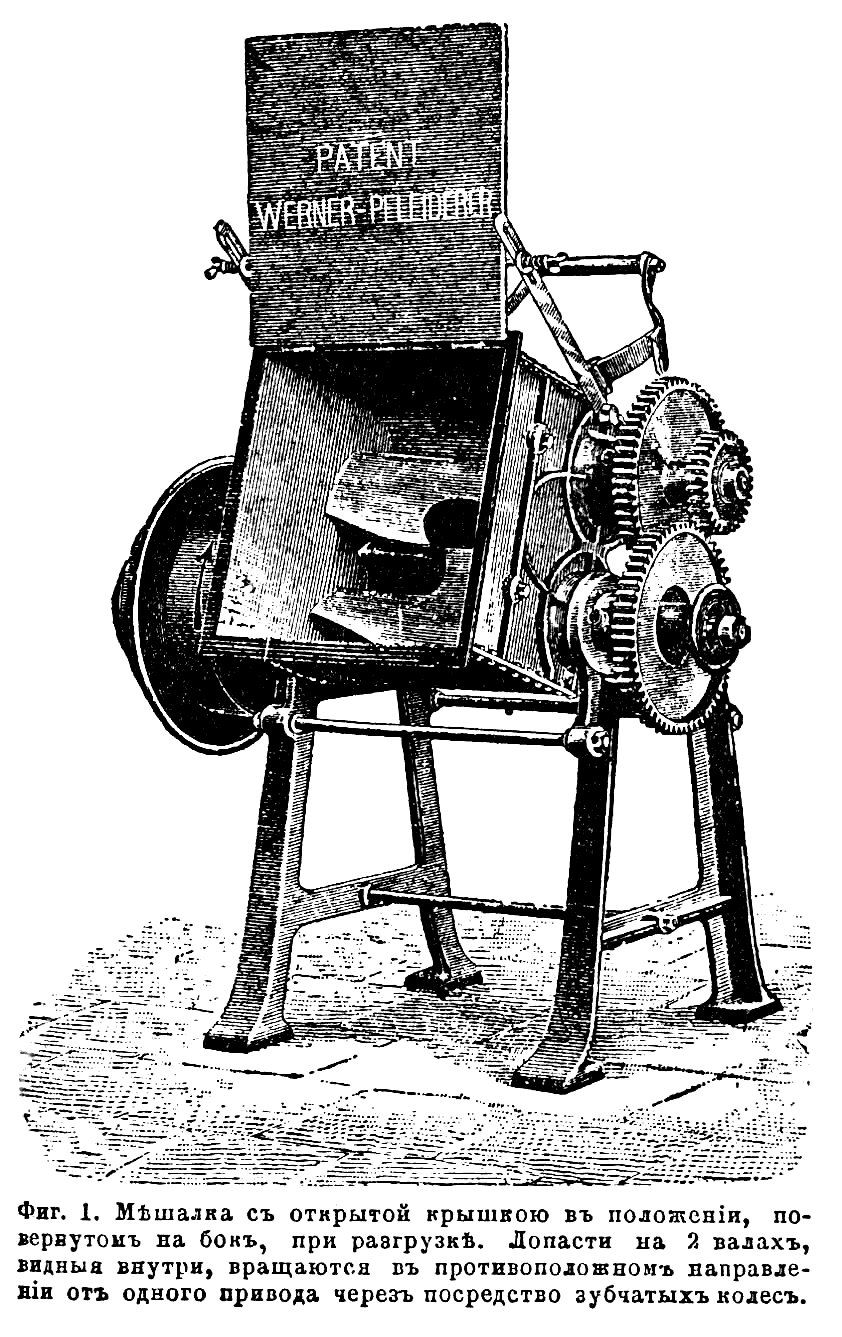
Хлебомесилка Вернера и Пфлейдерера

В 1879 году Герман Вернер (Hermann Werner, 1848–1906) и Пауль Пфлейдерер (Paul Pfleiderer, 1848–1903) основали в Каннштадте, пригороде Штутгарта фирму Werner & Pfleiderer («Вернер и Пфлейдерер»). В том же году она выпустила первую мешалку. В начале XX века фирма «Вернер и Пфлейдерер» открыла в Москве завод, выпускающий оборудование, в том числе для приготовления колбасных изделий и копчёностей.
В 1943 году на заводе IG Farben в Вольфене Рудольф Эрдменгер и Вальтер Мескат (Walter Meskat) разработали cмеситель типа ZSK для приготовления различных композиций, в том числе и полимерных. В 1953 году фирма Werner & Pfleiderer приобрела эксклюзивную лицензию у концерна Bayer («Байер») и через четыре года опытно-конструкторских работ Густава Фара (Gustav Fahr) и Герберта Оцкера (Herbert Ocker), в 1957 году выпустила первый двухшнековый экструдер ZSK.
Американская компания Hillenbrand, Inc. (NYSE: HI), основанная в 1906 году в городе Бейтсвилл в штате Индиана, приобрела K-Tron International, Inc. или K-Tron в апреле 2010 года, а в декабре 2012 года — Coperion Capital GmbH или Coperion. В 2013 году произошло слияние брендов K-Tron и Coperion и создан бренд Coperion K-Tron.

## Производственные и сборочные площадки
Производственные и сборочные площадки находятся в Германии, в Штутгарте, в США, в Рэмзи в штате Нью-Джерси и  Уайтвилле в штате Виргиния и в Китае, в Нанкине.

## Применение оборудования
Мешалки Вернера и Пфлейдерера использовались в производстве пороха, в том числе кордита и баллистита. Смесители периодического действия конструкции Вернера—Пфлейдерера, специально приспособленные для пластичных и полусухих веществ, применялись для приготовления увлажнённых пиротехнических составов. Смешение компонентов в смесителе периодического действия типа Вернер-Пфлейдерер осуществлялось в производстве смесевых твёрдых топлив (СТТ).
Мешалки типа Вернер и Пфлейдерер использовались при проверке вяжущих веществ для затворения раствора. Смешение извести с песком в мешалках типа Вернер-Пфлейдерер применялось на заводах силикатного кирпича. Пантелеймоновский динасовый завод им. К. Маркса несколько лет работал на смесителях Вернер-Пфлейдерер (большая модель). На этих смесителях удавалось сохранять заданную гранулометрию массы, что трудно сделать на смесительных бегунах. 
Тип клеемешалок «Вернер-Пфлейдерер» с опрокидывающимся корпусом был основным типом для густых клеев. Фирма «Вернер и Пфлейдерер» выпускала резиносмесители с роторами овальной формы для резинового производства.
Месильные машины типа Вернер-Пфлейдерер были типовым оборудованием для приготовления густых обмазок для изготовления опрессовкой электродов для дуговой электросварки.
Лопастные мешатели типа Вернер-Пфлейдерер получили распространение в производстве печатных красок. Тщательное перемешивание компонентов (обычно в течение 10—12 ч) в смесителе типа Вернера-Пфлейдерера производили в процессе синтеза пигмента «марганцовая голубая».
С помощью смесителей системы Вернер-Пфлейдерера осуществлялась пластификация казеина. Мешатели типа Вернер-Пфлейдерер использовались для смешивания коллоксилина и пластификатора: камфоры или дибутилфталата (ДБФ) для производства целлулоида. В лопастных измельчителях периодического действия типа Вернера и Пфлейдерера производилось измельчение алкалицеллюлозной массы до хлопьев (кусочков) весом 160—220 г/л для производства вискозы и целлофана. Двухроторные червячные (двухшнековые) смесители фирмы «Вернер и Пфлейдерер» использовался для смешения сплавлением компонентов: смолы, пластификаторов, красителей и других компонентов для производства пластических масс. Шнековые машины типа ZSК 83/700 фирмы «Вернер и Пфлейдерер» применялись для грануляции полиэтилена. В конструкции фирмы «Вернер и Пфлейдерер» получили дальнейшее усовершенствование многочервячные экструдеры — червяки имеют нарезку, чередующуюся с перемешивающими кулачками.
Водомерные бачки системы Вернер-Пфлейдерер использовались для отмеривания воды для приготовления теста. На хлебозаводе № 1 в Кенигсберге близ Северного вокзала («Первый хлебозавод» в Калининграде близ станции Калининград-Северный) в 1945 году было десять непрерывно действующих трехъярусных печей «Вернер Пфлейдерер» большой производственной мощности.